# Morti nel 2007/Ottobre
| Questa pagina contiene informazioni ricavate automaticamente dalle voci biografiche con l'ausilio del template Bio e di un bot. L'aggiornamento è periodico e automatico e ricostruisce completamente la pagina. Se manca una persona in questa lista, sei pregato di non aggiungerla, ma accertati piuttosto che la sua voce biografica contenga il template Bio e che i dati anagrafici siano correttamente compilati. Se il template Bio manca, inseriscilo tu stesso o, in alternativa, metti l'avviso {{tmp\|Bio}} che ne segnala la mancanza. Se i dati riportati sono sbagliati, correggi direttamente la voce biografica; le modifiche saranno visibili in questa lista entro pochi giorni. Per chiarimenti vedi il progetto biografie. La lista contiene solo le 147 persone che sono citate nell'enciclopedia e per le quali è stato implementato correttamente il template Bio. Pagina aggiornata al 18 ago 2025. |

- 1º ottobre - Bruce Hay, rugbista a 15 e allenatore di rugby a 15 britannico (n. 1950)
- 1º ottobre - Al Oerter, discobolo statunitense (n. 1936)
- 1º ottobre - Tetsuo Okamoto, nuotatore brasiliano (n. 1932)
- 1º ottobre - Giuseppe Russo, politico italiano (n. 1920)
- 2 ottobre - Gianni Danzi, arcivescovo cattolico italiano (n. 1940)
- 2 ottobre - Elfi von Dassanowsky, mezzosoprano, pianista e produttrice cinematografica austriaca (n. 1924)
- 2 ottobre - George Grizzard, attore statunitense (n. 1928)
- 2 ottobre - Caterina di Grecia, principessa greca (n. 1913)
- 3 ottobre - Patrick Landau, tennista monegasco (n. 1945)
- 3 ottobre - Tony Ryan, imprenditore e manager irlandese (n. 1936)
- 3 ottobre - Manfred Sommer, fumettista spagnolo (n. 1933)
- 3 ottobre - Giuseppe Valdengo, baritono italiano (n. 1914)
- 4 ottobre - Antonie Iorgovan, politico e giurista romeno (n. 1948)
- 4 ottobre - Vincenzo Orlando, calciatore italiano (n. 1920)
- 4 ottobre - Enrico Serra, storico italiano (n. 1914)
- 5 ottobre - Giuseppe Ardinghi, pittore italiano (n. 1907)
- 5 ottobre - Alexandra Boulat, fotoreporter francese (n. 1962)
- 5 ottobre - José Romão Dimas, calciatore portoghese (n. 1930)
- 5 ottobre - Walter Kempowski, scrittore tedesco (n. 1929)
- 5 ottobre - Kim Kyu-hwan, calciatore sudcoreano (n. 1921)
- 5 ottobre - Vladimir Kuzin, fondista sovietico (n. 1930)
- 5 ottobre - Justin Tuveri, militare italiano (n. 1898)
- 6 ottobre - Robert W. Bussard, fisico statunitense (n. 1928)
- 6 ottobre - Jo Ann Davis, politica statunitense (n. 1950)
- 6 ottobre - Terence Wilmot Hutchison, economista inglese (n. 1912)
- 6 ottobre - Giorgio Larocchi, pittore e poeta italiano (n. 1929)
- 6 ottobre - Tom Murphy, attore irlandese (n. 1968)
- 6 ottobre - Laza Ristovski, tastierista serbo (n. 1956)
- 7 ottobre - Norifumi Abe, pilota motociclistico giapponese (n. 1975)
- 7 ottobre - Renato Cepparo, esploratore, scrittore e imprenditore italiano (n. 1916)
- 7 ottobre - Luciana Frassati, scrittrice e centenaria italiana (n. 1902)
- 7 ottobre - Peter Nöcker, pilota automobilistico tedesco (n. 1928)
- 7 ottobre - Andrea Romitti, calciatore italiano (n. 1919)
- 7 ottobre - George Sangmeister, politico statunitense (n. 1931)
- 7 ottobre - Luciano Testa, calciatore italiano (n. 1928)
- 8 ottobre - Constantin Andreou, pittore e scultore greco (n. 1917)
- 8 ottobre - Aldo Bertoluzza, storico italiano (n. 1920)
- 8 ottobre - Jean-François Van Der Motte, ciclista su strada belga (n. 1913)
- 8 ottobre - Gualtiero Nepi, politico italiano (n. 1924)
- 8 ottobre - Francis Schewetta, velocista francese (n. 1919)
- 8 ottobre - Fulvio Zuccheri, calciatore e allenatore di calcio italiano (n. 1958)
- 9 ottobre - Giovanni Bacciarello, calciatore italiano (n. 1927)
- 9 ottobre - Nino Bonavolontà, direttore d'orchestra e musicista italiano (n. 1920)
- 9 ottobre - Carol Bruce, attrice statunitense (n. 1919)
- 9 ottobre - Inès Cagnati, scrittrice francese (n. 1937)
- 9 ottobre - Lamberto Malatesta, chimico italiano (n. 1912)
- 9 ottobre - Franco Velchi, scenografo italiano (n. 1936)
- 9 ottobre - Naziha al-Dulaimi, politica e attivista irachena (n. 1923)
- 10 ottobre - Ambrose Battista De Paoli, arcivescovo cattolico statunitense (n. 1934)
- 10 ottobre - Edo Parpaglioni, giornalista e scrittore italiano (n. 1936)
- 11 ottobre - John Edwards, medico e biologo inglese (n. 1928)
- 11 ottobre - Juca, allenatore di calcio e calciatore portoghese (n. 1929)
- 11 ottobre - Sri Chinmoy, filosofo e poeta indiano (n. 1931)
- 11 ottobre - Rauni Mollberg, regista, produttore cinematografico e attore finlandese (n. 1929)
- 11 ottobre - Dino Raugi, politico e partigiano italiano (n. 1926)
- 11 ottobre - Roy Rosenzweig, storico statunitense (n. 1950)
- 11 ottobre - Werner von Trapp, cantante austriaco (n. 1915)
- 12 ottobre - Paulo Autran, attore brasiliano (n. 1922)
- 12 ottobre - Lonny Chapman, attore statunitense (n. 1920)
- 12 ottobre - Kishō Kurokawa, architetto giapponese (n. 1934)
- 12 ottobre - Ron Turner, pallanuotista britannico (n. 1927)
- 12 ottobre - Soe Win, generale e politico birmano (n. 1947)
- 13 ottobre - Bob Denard, mercenario francese (n. 1929)
- 13 ottobre - Tom Dawes, cantante statunitense (n. 1944)
- 13 ottobre - Andrée De Jongh, partigiana belga (n. 1916)
- 13 ottobre - Art Harris, cestista statunitense (n. 1947)
- 13 ottobre - Alec Kessler, cestista statunitense (n. 1967)
- 13 ottobre - Italo Mazzola, politico e sindacalista italiano (n. 1929)
- 14 ottobre - Achille Accili, politico italiano (n. 1921)
- 14 ottobre - Gaetano Ambrico, politico italiano (n. 1917)
- 14 ottobre - Big Moe, rapper statunitense (n. 1974)
- 14 ottobre - Raymond Pellegrin, attore francese (n. 1925)
- 14 ottobre - Assunta Stacconi, attrice italiana (n. 1924)
- 15 ottobre - Luigi Brugola, calciatore italiano (n. 1930)
- 15 ottobre - Jevhen Buslovič, lottatore ucraino (n. 1972)
- 15 ottobre - Billy e Bobby Mauch, attore statunitense (n. 1921)
- 15 ottobre - Vito Taccone, ciclista su strada italiano (n. 1940)
- 16 ottobre - Rosalio José Castillo Lara, cardinale e arcivescovo cattolico venezuelano (n. 1922)
- 16 ottobre - Giulio Gaist, chirurgo italiano (n. 1925)
- 16 ottobre - Ignacy Ludwik Jeż, vescovo cattolico polacco (n. 1914)
- 16 ottobre - Barbara West, britannica (n. 1911)
- 16 ottobre - Deborah Kerr, attrice britannica (n. 1921)
- 16 ottobre - Toše Proeski, cantante macedone (n. 1981)
- 16 ottobre - Mieczysław Rasiej, attivista polacco (n. 1924)
- 17 ottobre - Joey Bishop, attore, comico e conduttore televisivo statunitense (n. 1918)
- 17 ottobre - Teresa Brewer, cantante statunitense (n. 1931)
- 17 ottobre - Alessandro Fornasaris, calciatore italiano (n. 1911)
- 17 ottobre - Maria Kwaśniewska, giavellottista e pesista polacca (n. 1913)
- 17 ottobre - Dante Meaglia, partigiano italiano (n. 1923)
- 18 ottobre - Vincent DeDomenico, imprenditore statunitense (n. 1915)
- 18 ottobre - Lucky Dube, cantante sudafricano (n. 1964)
- 18 ottobre - Luisa Poselli, attrice e cantante italiana (n. 1922)
- 19 ottobre - Anton Bodem, presbitero e teologo ceco (n. 1925)
- 19 ottobre - Jan Wolkers, scrittore, scultore e pittore olandese (n. 1925)
- 20 ottobre - Mario Canciani, presbitero, biblista e scrittore italiano (n. 1928)
- 20 ottobre - Max McGee, giocatore di football americano statunitense (n. 1932)
- 20 ottobre - Josep Pintat-Solans, politico andorrano (n. 1921)
- 20 ottobre - Paul Raven, bassista britannico (n. 1961)
- 20 ottobre - Pietro Valdo Panascia, italiano (n. 1910)
- 20 ottobre - Henk Vredeling, politico olandese (n. 1924)
- 21 ottobre - François Chamoux, grecista e archeologo francese (n. 1915)
- 21 ottobre - Argeo Gambelli Fenili, politico e sindacalista italiano (n. 1922)
- 21 ottobre - Ronald Brooks Kitaj, pittore statunitense (n. 1932)
- 21 ottobre - Maurizio Martolini, arbitro di pallacanestro e dirigente sportivo italiano (n. 1942)
- 21 ottobre - Michele Protano, politico italiano (n. 1927)
- 21 ottobre - Ileana Sonnabend, gallerista e mercante d'arte rumena (n. 1914)
- 22 ottobre - Salvatore Cortese, inventore italiano (n. 1933)
- 22 ottobre - Ève Curie, scrittrice, pianista e diplomatica francese (n. 1904)
- 23 ottobre - Pär Bengtsson, calciatore svedese (n. 1922)
- 23 ottobre - Gianni Guadalupi, scrittore, traduttore e saggista italiano (n. 1943)
- 23 ottobre - Ken Hodgson, calciatore inglese (n. 1942)
- 23 ottobre - Charlie McCully, calciatore scozzese (n. 1947)
- 23 ottobre - Orlando Pucci, partigiano e sindacalista italiano (n. 1925)
- 23 ottobre - Ursula Vaughan Williams, poetessa, scrittrice e biografa inglese (n. 1911)
- 24 ottobre - David Adams, ballerino canadese (n. 1928)
- 24 ottobre - Jules Bigot, calciatore e allenatore di calcio francese (n. 1915)
- 24 ottobre - Petr Eben, organista e compositore ceco (n. 1929)
- 25 ottobre - Margita Česányiová, soprano slovacco (n. 1911)
- 25 ottobre - Pietro Scoppola, storico e politico italiano (n. 1926)
- 26 ottobre - Nicolae Dobrin, allenatore di calcio e calciatore rumeno (n. 1947)
- 26 ottobre - Aleksandr Feklisov, agente segreto sovietico (n. 1914)
- 26 ottobre - Edgardo González, calciatore uruguaiano (n. 1936)
- 26 ottobre - Arthur Kornberg, biochimico statunitense (n. 1918)
- 26 ottobre - Bernard L. Kowalski, regista statunitense (n. 1929)
- 27 ottobre - Moira Lister, attrice e scrittrice sudafricana (n. 1923)
- 27 ottobre - Beppe Lopetrone, fotografo italiano (n. 1950)
- 27 ottobre - Leslie Orgel, chimico britannico (n. 1927)
- 27 ottobre - Ricky Parent, batterista statunitense (n. 1963)
- 27 ottobre - Heinrich Springer, militare tedesco (n. 1914)
- 28 ottobre - Evelyn Hamann, attrice e doppiatrice tedesca (n. 1942)
- 28 ottobre - Guido Nicheli, attore e comico italiano (n. 1934)
- 28 ottobre - Porter Wagoner, cantante statunitense (n. 1927)
- 29 ottobre - Bruno Fadini, informatico italiano (n. 1937)
- 29 ottobre - Frane Matošić, allenatore di calcio e calciatore jugoslavo (n. 1918)
- 29 ottobre - David Morris, attore britannico (n. 1924)
- 29 ottobre - Christian d'Oriola, schermidore francese (n. 1928)
- 29 ottobre - Khun Sa, criminale birmano (n. 1934)
- 29 ottobre - Paul Widowitz, cestista statunitense (n. 1917)
- 30 ottobre - Renato Brogelli, drammaturgo italiano (n. 1915)
- 30 ottobre - Oreste Castagna, partigiano italiano (n. 1917)
- 30 ottobre - Robert Goulet, cantante, attore e showman statunitense (n. 1933)
- 30 ottobre - Peter Hoagland, politico statunitense (n. 1941)
- 30 ottobre - Larry Lee, chitarrista e cantautore statunitense (n. 1943)
- 30 ottobre - Srđan Mrkušić, calciatore e ingegnere jugoslavo (n. 1915)
- 30 ottobre - Paul Römer, regista televisivo olandese (n. 1928)
- 30 ottobre - John Woodruff, mezzofondista statunitense (n. 1915)
- 31 ottobre - Carlo Casati, alpinista e fondista italiano (n. 1929)